# Otakar Marvánek
Otakar Marvánek (28. března 1884 Praha-Nové Město – 25. října 1921 Královské Vinohrady) byl český malíř, grafik a výtvarný kritik.

## Život
Narodil se v Praze na Novém Městě. Jeho otec Josef Marvánek byl truhlářem. V letech 1904-1908 studoval na pražské malířské akademii. Krom přípravného studia se připravoval i ve speciálce prof. H. Schwaigra. Byl členem skupiny Tvrdošíjní a výtvarným kritikem "Českého slova". V letech 1910 – 1911 pobýval v italském Fasanu na Gardském jezeře, a to jak ze studijních, tak i zdravotních důvodů. Na kratší studijní cesty zajížděl do německých měst s věhlasnými pinakotékami – Mnichova, Drážďan, Kolína nad Rýnem aj. V roce 1913 odjel do Paříže, kde se seznámil s díly Cézanna, Matisse, van Gogha a jiných francouzských impresionistů. Marvánek byl mimořádný zjev našeho moderního malířství. Zemřel 25. října 1921 na Královských Vinohradech u Prahy na selhání srdce . Pohřben je na Vinohradském hřbitově. V roce 1922 byla v Domě umělců v Praze uspořádána jeho posmrtná výstava. Na výstavě bylo k vidění na dvě stovky obrazů, kreseb a studií ryze autorského malířského rukopisu.
Jeho dílo je zastoupeno ve sbírce Moravské galerie v Brně, Národní galerie v Praze, Galerie výtvarného umění v Chebu a v Galerii Benedikta Rejta v Lounech.

## Galerie

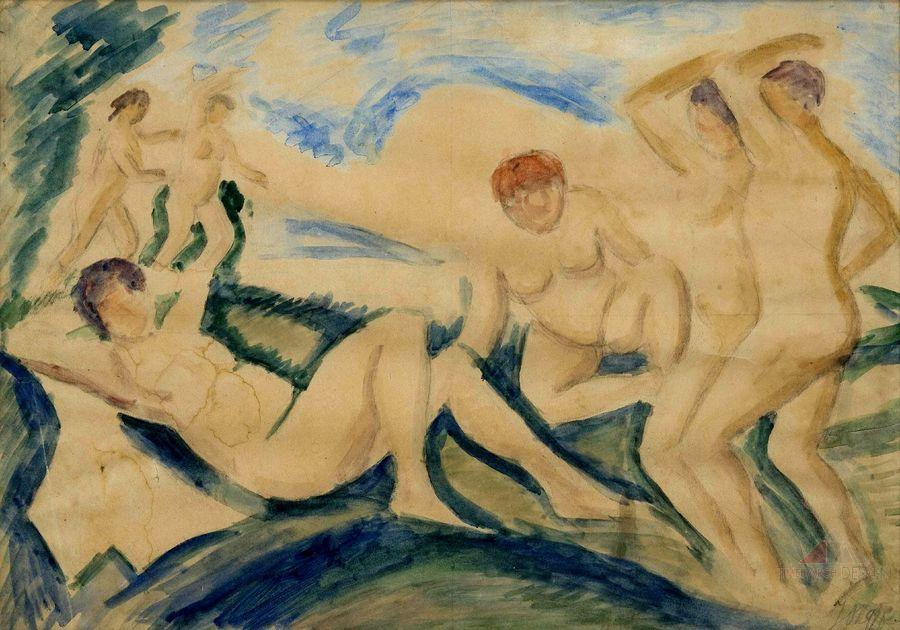
Otakar Marvánek - Figurální kompozice
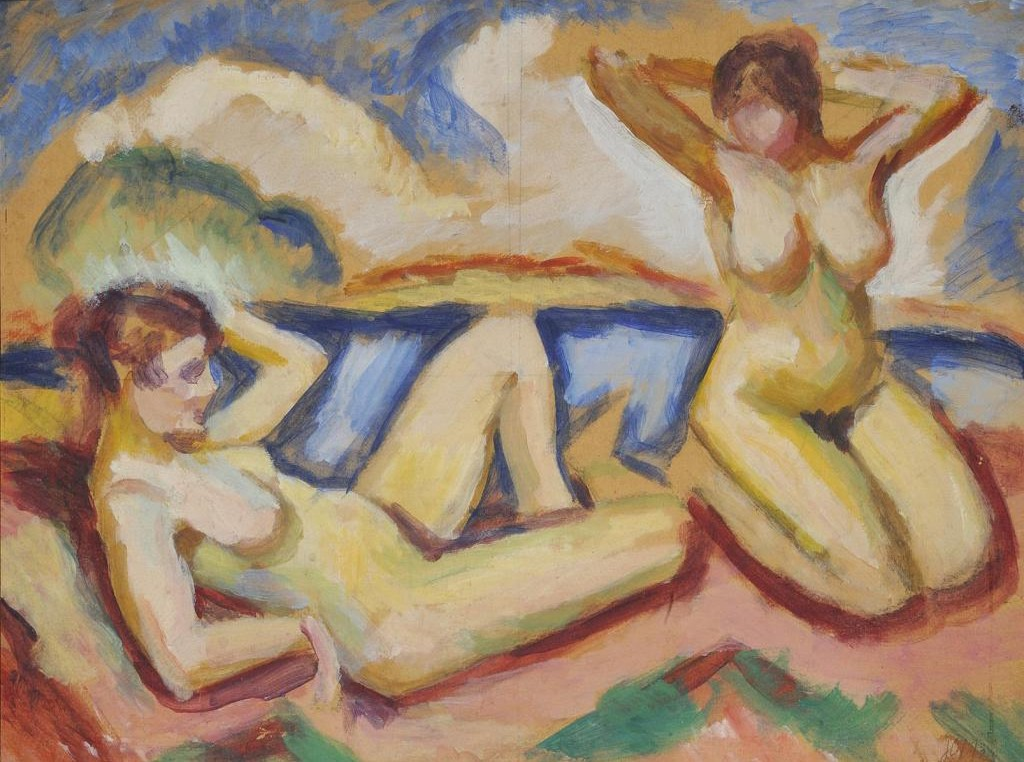
Otakar Marvánek - Koupání (1920)
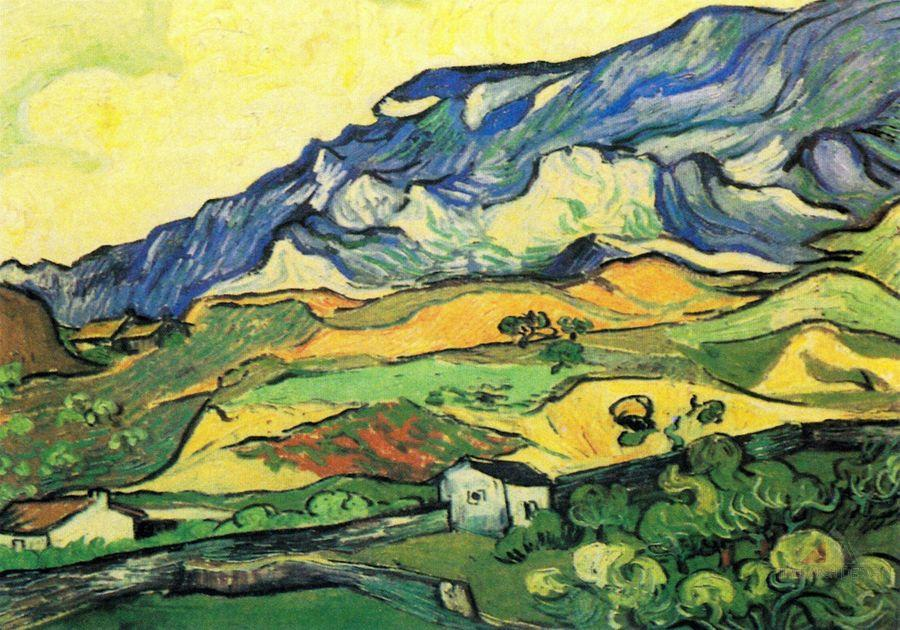
Otakar Marvánek - Krajina
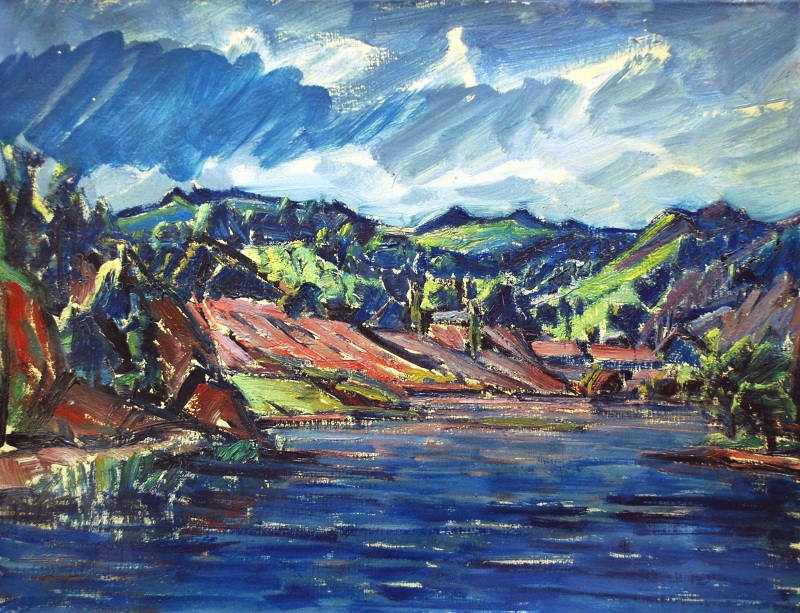
Otakar Marvánek - Krajina s řekou
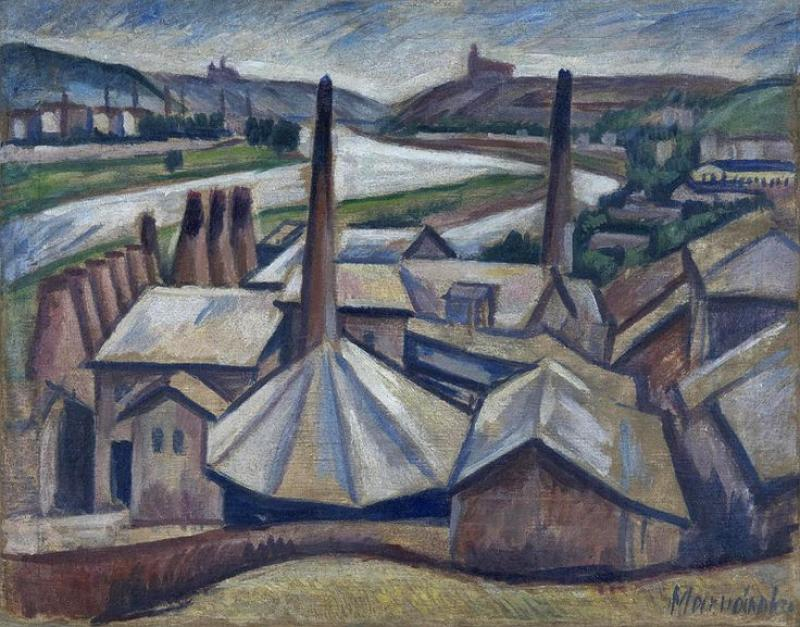
Otakar Marvánek - Podolská cementárna (1920)
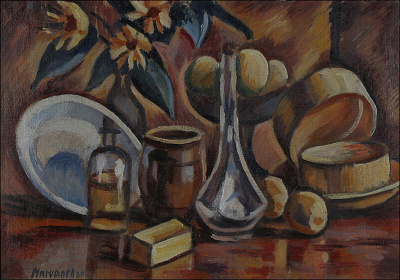
Otakar Marvánek – Zátiší (1920)
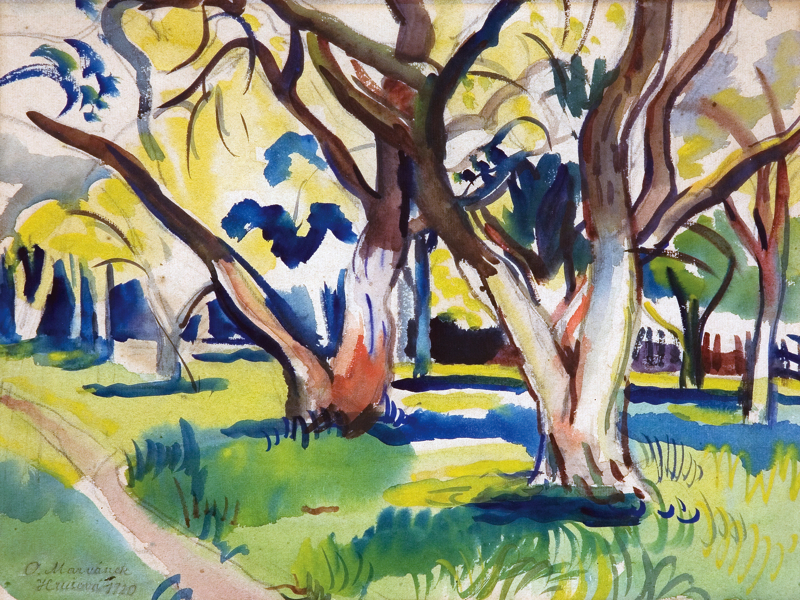
Otakar Marvánek - Hrušová (1920)
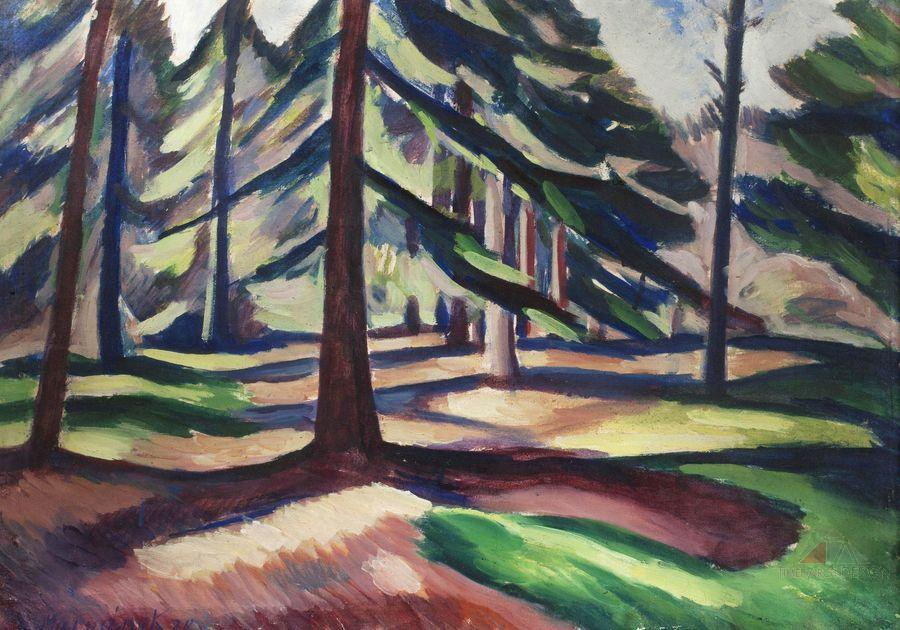
Otakar Marvánek - Les